# 大北路-愛米莉藝術大學站
大北路－愛米莉藝術大學站（英語：Great Northern Way–Emily Carr Station）是加拿大卑詩省溫哥華架空列車千禧線一座建設中的車站，為運輸聯線收費架構中一號收費區的其中一個車站。此站位於溫哥華市士達孔拿社區，大北路（Great Northern Way）和桑頓街（Thornton Street）交界，鄰近艾蜜莉卡藝術及設計大學。
在初期規劃階段，本站曾命名為大北路站。2020年9月17日，本站正式更名為現名，以突顯車站的位置。
本站原訂於2025年開幕，但後來卑詩省政府於2022年11月宣布因有工人罷工，啟用時間延誤至2026年初。

## 車站設計

### 樓層
| S | 地面     | 出入口、自動售票機、驗票閘門                             |
| T | 1號月台  | 千禧線往阿標特斯站（快樂山站）                           |
| T | 島式月台 |                                                          |
| T | 2號月台  | 千禧線往拉法基湖－道格拉斯站（溫哥華社區學院－克拉克站） |

## 接駁交通
現時下列巴士線駛經大北路－愛米莉藝術大學站站：
| 巴士站編號               | 服務路線                                 |
| ------------------------ | ---------------------------------------- |
| 大北路夾桑頓街（西行）   | 84號巴士，往卑詩大學方向                 |
| 大北路夾賓士域街（東行） | 84號巴士，往溫哥華社區學院－克拉克站方向 |